# Mount Kaplan
Mount Kaplan är ett berg i Östantarktis. Nya Zeeland gör anspråk på området. Mount Kaplan ingår i Hughes Range, och dess topp når 4 255 meter över havet.
Terrängen runt Mount Kaplan är bergig åt nordost, men åt sydväst är den kuperad. Mount Kaplan är den högsta punkten i trakten. 